# Rhorus nigritarsis
Rhorus nigritarsis là một loài tò vò trong họ Ichneumonidae.